# Imputati dal Tribunale penale internazionale per l'ex Jugoslavia
Lista completa degli indiziati del Tribunale penale internazionale per l'ex Jugoslavia, accusati di vari reati come il genocidio, crimini di guerra contro l'umanità durante le guerre jugoslave (1991-1995), la guerra del Kosovo (1999) e il conflitto in Macedonia (2001)

## Lista
| Nome                    | Etnia e ruolo | Accusa | Sentenza primo grado                                                 | Sentenza secondo grado            |
| ----------------------- | --- | --- | -------------------------------------------------------------------- | --------------------------------- |
| Rahim Ademi             | Kosovaro albanese, generale dell'esercito croato                                                                    | Crimini contro l'umanità e violazioni delle leggi e delle convenzioni di guerra durante l'operazione Medak Pocket in Krajina, Croazia | Caso trasferito alla corte croata                                    |                                   |
| Mehmed Alagić           | Bosniaco, comandante del 7º corpo, Armata della Bosnia ed Herzegovina                                               | Azioni condotte da Mujahadin nella Bosnia centrale | Morto dopo il deferimento al tribunale                               |                                   |
| Zlatko Aleksovski       | Croato bosniaco, comandante carcerario                                                                              | Trattamento illegale dei prigionieri nell'area della valle Lašva in Bosnia ed Herzegovina | Condannato a 7 anni                                                  |                                   |
| Stipo Alilović          | Croato bosniaco, soldato                                                                                            | Omicidio e distruzione immotivata nella valle di Lašva | Morto prima del deferimento al tribunale                             |                                   |
| Milan Babić             | Serbo croato, primo ministro della Repubblica di Srpska                                                             | Persecuzioni, devastazione immotivata, trattamento crudele, omicidio, distruzione di luoghi dedicati al culto e alla educazione | Condannato a 13 anni                                                 | Pena confermata                   |
| Mirko Babic             | Serbo bosniaco | Stupro nel Campo di prigionia di Omarska | Accusa ritirata                                                      |                                   |
| Haradin Bala            | Albanese kosovaro, UCK, guardia campo di prigionia                                                                  | 5 accuse per crimini contro l'umanità, 5 per violazioni delle leggi e dei costumi di guerra, partecipazione diretta nella uccisione dei Serbi nelle montagne del Berisha | Condannato a 13 anni                                                 | Pena confermata                   |
| Idriz Balaj             | Albanese kosovaro, comandante di unità speciale UCK                                                                 | Omicidio, stupro e persecuzione dei Serbi nell'ovest del Kosovo | Assolto                                                              |                                   |
| Nenad Banović           | Serbo bosniaco, guardia carceraria                                                                                  | Omicidio, tortura e persecuzione nel Campo di Keraterm | Accusa ritirata                                                      |                                   |
| Predrag Banović         | Serbo bosniaco, guardia carceraria                                                                                  | Omicidio, tortura e persecuzione nel Campo di Keraterm | Condannato a 8 anni                                                  |                                   |
| Ljubiša Beara           | Serbo bosniaco, colonnello della polizia militare                                                                   | Genocidio, omicidio, persecuzione e deportazione forzata intorno Srebrenica e Žepa | Ergastolo                                                            |                                   |
| Beqë Beqaj              | Albanese kosovaro                                                                                                   | Accusato di vilipendio verso il tribunale per interferire nel caso contro Fatmir Limaj e Isak Musliu | Condannato a 4 mesi                                                  |                                   |
| Vidoje Blagojević       | Serbo bosniaco, ufficiale dell'esercito serbo bosniaco                                                              | Coinvolgimento nel massacro di Srebrenica | Condannato a 18 anni                                                 | Condannato a 15 anni              |
| Tihomir Blaškić         | Croato bosniaco, generale della HVO                                                                                 | Omicidio premeditato, distruzione immotivata, trattamento inumano, presa di ostaggi, omicidio, attacco illegale sui civili, azioni inumane | Condannato a 45 anni                                                 | Condannato a 9 anni               |
| Janko Bobetko           | Croato, Capo di stato maggiore dell'esercito croato                                                                 | 2 Accuse di crimini contro l'umanità e 3 per violazioni delle leggi e dei costumi di guerra durante l'operazione Medak Pocket | Morto prima del deferimento al tribunale                             |                                   |
| Ljubomir Borovčanin     | Serbo, comandante della Polizia speciale del Ministero dell'Interno della Repubblica di Srpska                      | Incriminato per il caso di Srebrenica | Condannato a 17 anni                                                 | Condannato a 15 anni              |
| Goran Borovnica         | Serbo, soldato | Incriminato per il caso di Prijedor | Morto prima del deferimento al tribunale                             |                                   |
| Ljube Boškoski          | Macedone, ministro dell'Interno della Macedonia                                                                     | Incriminato per l'attacco a Ljuboten | Assolto                                                              |                                   |
| Lahi Brahimaj           | Albanese kosovaro, membro dell'UCK                                                                                  | Incriminato per il suo ruolo nelle molestie, abusi, espulsione, cattura, imprigionamento, omicidio, e tortura dei civili serbi e rom dai villaggi intorno alla regione di Glodjane | Condannato a 6 anni                                                  |                                   |
| Radoslav Brđanin        | Serbo bosniaco, presidente dello staff di crisi della Regione Autonoma di Krajina                                   | Accusato di connessioni con persecuzioni, deportazioni, omicidi, torture, e distruzione nella Regione Autonoma di Krajina | Condannato a 32 anni                                                 | Condannato a 30 anni              |
| Miroslav Bralo          | Croato bosniaco, poliziotto militare della HVO                                                                      | Incriminato per il suo ruolo in omicidi multipli, stupro, torture, detenzione illegittima, trattamento inumano dei civili bosniaci musulmani, inclusi numerosi bambini, nella Bosnia-Erzegovina centrale tra il gennaio e la metà di luglio del 1993                                                                                               | Condannato a 20 anni                                                 | Pena confermata                   |
| Mario Čerkez            | Croato, comandante di brigata della HVO                                                                             | Incriminato per l'offensiva nella valle di Lašva, Bosnia | Condannato a 6 anni                                                  | Pena confermata                   |
| Ivan Čermak             | Croato, generale dell'esercito croato                                                                               | Incriminato per il suo ruolo nella permanente rimozione della popolazione serba dalla regione della Krajina, attraverso la forza, paura, minaccia dell'uso della forza, persecuzione, trasferimenti forzati, deportazione, appropriazione e distruzione della proprietà e altri mezzi, che costituirono o coinvolsero la perpetrazione dei crimini | Assolto                                                              |                                   |
| Ranko Ćesić             | Serbo bosniaco, membro della squadra d'intervento nel corpo riservisti della polizia serbo bosniaca                 | Omicidio e abuso sessuale nel Campo di Luka | Condannato a 18 anni                                                 |                                   |
| Valentin Ćorić          | Croato bosniaco, capo della polizia militare della HVO                                                              | 8 capi d'accusa per crimini contro l'umanità, 10 per gravi violazioni della Convenzione di Ginevra e 8 per violazioni delle Leggi e dei costumi di guerra | Condannato a 16 anni                                                 | Pena confermata                   |
| Zejnil Delalić          | Bosgnacco, comandante del Primo gruppo tattico delle forze islamico-bosniache                                       | Incriminato per il controllo e il comando del campo di prigionia di Čelebići | Assolto                                                              |                                   |
| Hazim Delić             | Bosgnacco, vice comandante del campo di prigionia bosniaco                                                          | Omicidio e stupro al campo di prigionia di Čelebići | Condannato a 18 anni                                                 | Pena confermata                   |
| Rasim Delić             | Bosgnacco, capo di stato maggiore dell'Armata islamica di Bosnia ed Erzegovina                                      | Incriminato per il suo fallimento nel prevenire che i Mujahadin, membri dell'armata di Bosnia, commettessero crimini contro i civili catturati e combattenti nemici (omicidio, stupro, tortura) | Condannato a 3 anni                                                  |                                   |
| Miroslav Deronjić       | Serbo bosniaco; presidente dello staff di crisi del Bratunac                                                        | Incriminato per il suo attacco al villaggio di Glogova | Condannato a 10 anni                                                 | Pena confermata                   |
| Slavko Dokmanović       | Serbo croato, sindaco di Vukovar                                                                                    | Accusato di connessione con l'uccisione dei detenuti nell'ospedale | Morto dopo il deferimento al tribunale                               |                                   |
| Damir Došen             | Serbo bosniaco, comandante al campo di prigionia di Keraterm                                                        | Incriminato per il suo ruolo nel trattamento inumano dei detenuti al campo di prigionia di Keraterm | Condannato a 5 anni                                                  |                                   |
| Simo Drljača            | Serbo bosniaco, capo della Stazione di Pubblica Sicurezza di Prijedor                                               | Azioni intorno a Prijedor | Morto prima del deferimento al tribunale                             |                                   |
| Vlastimir Đorđević      | Serbo, generale dell'esercito serbo                                                                                 | Deportazione, persecuzione e omicidio degli albanesi del Kosovo | Condannato a 27 anni                                                 | Condannato a 18 anni              |
| Đorđe Đukić             | Serbo bosniaco, membro dello stato maggiore nell'esercito serbo bosniaco                                            | Accusato del bombardamento di obiettivi civili a Sarajevo | Morto dopo il deferimento al tribunale                               |                                   |
| Dražen Erdemović        | Croato bosniaco, soldato nell'esercito croato e successivamente nell'esercito serbo bosniaco                        | Omicidio di bosgnacchi a Srebrenica | Condannato a 5 anni                                                  | Pena confermata                   |
| Anto Furundžija         | Croato, comandante locale della unità della HVO Jokers                                                              | Incriminato per tortura di civili bosgnacchi a Nadioci | Condannato a 10 anni                                                 | Pena confermata                   |
| Dušan Fuštar            | Serbo bosniaco, comandante del campo di prigionia di Keraterm                                                       | Persecuzione, atti inumani e omicidio di croati bosniaci, bosgnacchi e altre persone non-serbe intorno a Prijedor | Caso trasferito alla Bosnia-Erzegovina                               |                                   |
| Dragan Gagović          | Serbo bosniaco, capo della polizia a Foča                                                                           | Incriminato per il suo ruolo nelle persecuzioni al centro di detenzione Partizan Sports Hall | Morto prima del deferimento al tribunale                             |                                   |
| Stanislav Galić         | Serbo bosniaco, comandante dei corpi Sarajevo Romanija                                                              | Accusato di bombardamento e cecchinaggio a Sarajevo | Condannato a 20 anni                                                 | Ergastolo                         |
| Ante Gotovina           | Croato, generale dell'esercito croato                                                                               | 7 Accuse per crimini contro l'umanità, violazione delle leggi e dei costumi di guerra, (persecuzioni, omicidio, distruzione di città e villaggi, deportazione, trasferimento forzato, saccheggio e altre azioni inumane) | Condannato a 24 anni                                                 | Assolto                           |
| Zdravko Govedarica      | Serbo bosniaco, guardia campo di prigionia                                                                          | Accusato di percosse verso un prigioniero nel campo di Omarska | Accusa ritirata                                                      |                                   |
| Momčilo Gruban          | Serbo bosniaco, comandante di turno al campo di prigionia di Omarska                                                | Accusato di persecuzione, azioni inumane e omicidio | Caso trasferito alla Bosnia-Erzegovina                               |                                   |
| Milan Gvero             | Serbo bosniaco, comandante militare assistente per il morale e gli affari religiosi e legali                        | 4 capi d'accusa per crimini contro l'umanità (omicidio, persecuzioni, trasferimento forzato, deportazione), 1 per violazioni delle leggi e dei costumi di guerra (omicidio) ed implicato nel caso di Srebrenica | Condannato a 5 anni                                                  |                                   |
| Goran Hadžić            | Serbo croato, presidente della Repubblica serba di Krajina                                                          | Accusato di persecuzione, omicidio, tortura deportazione e distruzione immotivata nella Krajina | Morto dopo il deferimento al tribunale                               |                                   |
| Enver Hadžihasanović    | Bosgnacco, brigadiere generale della Armata di Bosnia-Erzegovina                                                    | Comandante riguardo alle azioni di omicidio e distruzione immotivata in Bosnia centrale | Condannato a 5 anni                                                  | Condannato a 3 anni e 6 mesi      |
| Sefer Halilović         | Bosgnacco, generale della Armata di Bosnia-Erzegovina                                                               | Incriminato per i massacri nei villaggi di Grabovica e Uzdol, in Bosnia | Assolto                                                              |                                   |
| Ramush Haradinaj        | Albanese kosovaro, comandante regionale dell'UCK                                                                    | 37 accuse per crimini di guerra e crimini contro l'umanità, (persecuzioni, omicidio, deportazione, distruzione immotivata di città e villaggi, saccheggio, deportazione forzata, altre azioni inumane) quando era comandante regionale dell'UCK | Assolto                                                              |                                   |
| Janko Janjić            | Serbo bosniaco, vice comandante della polizia militare                                                              | Accusato di stupro e omicidio a Foča | Morto prima del deferimento al tribunale                             |                                   |
| Nikica Janjić           | Serbo bosniaco, guardia carceraria                                                                                  | Accusato di omicidio e tortura nei campi di prigionia di Omarska e Keraterm | Morto prima del deferimento al tribunale                             |                                   |
| Gojko Janković          | Serbo bosniaco | Accusato di stupro e tortura a Foča | Caso trasferito alla Bosnia-Erzegovina                               |                                   |
| Goran Jelisić           | Serbo bosniaco ("ebbe una posizione nel campo di Luka")                                                             | 16 capi d'accusa per crimini di guerra e 15 crimini contro l'umanità | Condannato a 40 anni                                                 | Pena confermata                   |
| Dragan Jokić            | Serbo bosniaco | Coinvolto nel massacro di Srebrenica | Condannato a 9 anni                                                  | Pena confermata                   |
| Miodrag Jokić           | Serbo, ammiraglio della Marina militare jugoslava (JNA)                                                             | Incriminato per il bombardamento di Ragusa di Dalmazia | Condannato a 7 anni                                                  | Pena confermata                   |
| Drago Josipović         | Croato bosniaco, membro della HVO                                                                                   | Accusato del massacro contro i civili bosgnacchi nella valle di Lašva | Condannato a 12 anni                                                 | Pena confermata                   |
| Radovan Karadžić        | Serbo bosniaco, ex Presidente della Repubblica di Srpska                                                            | Accusato di genocidio, crimini contro l'umanità, violazioni delle leggi e dei costumi di guerra e gravi violazioni della Convenzione di Ginevra del 1948 | Condannato a 40 anni                                                 | Condannato all’ergastolo          |
| Marinko Katava          | Croato bosniaco | Partecipazione alla campagna croato-bosniaca contro i bosgnacchi nella Bosnia centrale nel 1993 | Accusa ritirata                                                      |                                   |
| Duško Knežević          | Serbo | Accusato per il caso del campo di prigionia di Omarska | Caso trasferito alla Bosnia-Erzegovina                               |                                   |
| Dragan Kolundžija       | Serbo bosniaco | Accusato di crimini contro la popolazione non-serba nella municipalità di Prijedor nel campo di Keraterm | Condannato a 3 anni                                                  |                                   |
| Dario Kordić            | Croato | Incriminato per l'offensiva nella valle di Lašva in Bosnia | Condannato a 25 anni                                                 | Pena confermata                   |
| Milojica Kos            | Bosniaco | | Condannato a 6 anni                                                  |                                   |
| Radomir Kovač           | Serbo bosniaco | Incriminato per stupro di gruppo, tortura e riduzione in schiavitù a Foča | Condannato a 20 anni                                                 | Pena confermata                   |
| Milan Kovačević         | Serbo bosniaco | Incriminato per il caso Prijedor | Morto dopo il deferimento al tribunale                               |                                   |
| Vladimir Kovačević      | Serbo montenegrino, comandante dell'Esercito Jugoslavo                                                              | Incriminato per l'Assedio di Ragusa di Dalmazia | Caso trasferito alla Serbia                                          |                                   |
| Momčilo Krajišnik       | Serbo bosniaco, Primo ministro della Repubblica di Srpska                                                           | Accusato di genocidio, omicidio, sterminio, deportazione e persecuzione | Condannato a 27 anni                                                 | Condannato a 20 anni              |
| Milorad Krnojelac       | Serbo bosniaco, comandante carcerario                                                                               | Incriminato per crimini commessi nel campo di prigionia di Foča | Condannato a 15 anni                                                 | Pena confermata                   |
| Radislav Krstić         | Serbo bosniaco, generale dell'esercito serbo bosniaco                                                               | Accusato di genocidio, crimini contro l'umanità, violazioni delle leggi e dei costumi di guerra | Condannato a 46 anni                                                 | Condannato a 35 anni              |
| Amir Kubura             | Bosgnacco, 7° Capo di Stato Maggiore della brigata islamica di montagna                                             | Incriminato per atti di omicidio e distruzione immotivata nella Bosnia centrale | Condannato a 2 anni e 6 mesi                                         | Condannato a 2 anni               |
| Dragoljub Kunarac       | Serbo | Incriminato per stupro di gruppo, tortura e riduzione in schiavitù a Foča | Condannato a 28 anni                                                 | Pena confermata                   |
| Mirjan Kupreškić        | Croato bosniaco, membro della HVO                                                                                   | Incriminato per i massacri contro i civili bosgnacchi nella valle di Lašva | Condannato a 8 anni                                                  | Assolto                           |
| Vlatko Kupreškić        | Croato bosniaco, membro della HVO                                                                                   | Incriminato per i massacri contro i civili bosgnacchi nella valle di Lašva | Condannato a 6 anni                                                  | Assolto                           |
| Zoran Kupreškić         | Croato bosniaco, membro della HVO                                                                                   | Incriminato per i massacri contro i civili bosgnacchi nella valle di Lašva | Condannato a 10 anni                                                 | Assolto                           |
| Miroslav Kvočka         | Serbo bosniaco, primo comandante del campi del campo di prigionia di Omarska                                        | Accusato di crimini contro l'umanità, violazioni delle leggi e dei costumi di guerra | Condannato a 7 anni                                                  | Pena confermata                   |
| Goran Lajić             | Guardia al campo di Keratam                                                                                         | Accusato di crimini contro l'umanità, violazioni delle leggi e dei costumi di guerra | Accusa ritirata                                                      |                                   |
| Esad Landžo             | Bosgnacco, guardia al campo di prigionia di Celebici                                                                | Incriminato per omicidio, tortura, trattamento crudele | Condannato a 15 anni                                                 |                                   |
| Vladimir Lazarević      | Serbo, generale dell'esercito                                                                                       | Accuse di crimini di guerra, deportazione e trasferimento forzato, omicidio e persecuzione | Condannato a 15 anni                                                 |                                   |
| Fatmir Limaj            | Albanese kosovaro, comandante dell'UCK                                                                              | Incriminato per tortura, omicidio, trattamenti inumani | Assolto                                                              |                                   |
| Milan Lukić             | Serbo bosniaco, comandante del gruppo paramilitare "Aquile Bianche"                                                 | Accusato dell'uccisione di 100 musulmani nelle vicinanze di Višegrad | Ergastolo                                                            |                                   |
| Sredoje Lukić           | Serbo bosniaco, membro delle "Aquile Bianche"                                                                       | Accusato dell'uccisione di 100 musulmani nelle vicinanze di Višegrad | Condannato a 30                                                      | Condannato a 27 anni              |
| Sreten Lukić            | Serbo, generale della polizia serba                                                                                 | Incriminato per crimini contro l'umanità in Kosovo | Condannato a 22 anni                                                 |                                   |
| Paško Ljubičić          | Croato bosniaco, 4º Comandante di Battaglione della polizia militare della HVO                                      | Accusato di crimini di guerra contro i civili bosgnacchi nella valle di Lašva | Caso trasferito alla Bosnia-Erzegovina                               |                                   |
| Zoran Marinić           | Croato bosniaco, membro della HVO                                                                                   | Incriminato per l'uccisione di quattro civili bosgnacchi | Accusa ritirata                                                      |                                   |
| Mladen Markač           | Croato, comandante della Polizia Speciale e promosso Colonnello Generale                                            | Accusato di crimini di guerra e crimini contro l'umanità nella regione della Krajina | Condannato a 18 anni                                                 | Assolto                           |
| Milan Martić            | Serbo, Primo ministro della Repubblica serba di Krajina                                                             | Accusato di crimini di guerra e crimini contro l'umanità tra cui l'attacco missilistico su Zagabria | Condannato a 35 anni                                                 |                                   |
| Vinko Martinović        | Croato bosniaco, comandante del gruppo militare ATG "Mrmak"                                                         | Accusato di crimini contro l'umanità, violazioni delle leggi e dei costumi di guerra, gravi violazioni della Convenzione di Ginevra contro i civili bosgnacchi nell'area di Mostar | Condannato a 18 anni                                                 | Pena confermata                   |
| Željko Meakić           | Serbo bosniaco | Accusato per il caso nel campo di prigionia di Omarska | Caso trasferito alla Bosnia-Erzegovina                               |                                   |
| Radivoj Miletić         | Serbo bosniaco | Incriminato per il caso di Srebrenica | Condannato a 19 anni                                                 |                                   |
| Dragomir Milošević      | Serbo bosniaco | Accusato di aver comandato l'assedio di Sarajevo | Condannato a 33 anni                                                 | Condannato a 29 anni              |
| Slobodan Milošević      | Serbo, Presidente della Serbia e della Repubblica Federale di Jugoslavia                                            | Incriminato per la pulizia etnica attuata durante la guerra del Kosovo | Morto dopo il deferimento al tribunale                               |                                   |
| Milan Milutinović       | Serbo, Presidente della Serbia                                                                                      | Incriminato per la pulizia etnica attuata durante la guerra del Kosovo | Assolto                                                              |                                   |
| Ratko Mladić            | Serbo bosniaco, Capo di Stato Maggiore dell'Esercito serbo-bosniaco                                                 | Accusato di genocidio, crimini contro l'umanità, violazioni delle leggi e dei costumi di guerra | Ergastolo                                                            | Pena confermata                   |
| Darko Mrđa              | Serbo croato, comandante di unità della polizia serbo-bosniaca                                                      | Accusato del massacro di civili non-serbi | Condannato a 17 anni                                                 |                                   |
| Mile Mrkšić             | Serbo croato, colonnello dell'esercito jugoslavo e dopo comandante dell'esercito della Repubblica Srpska di Krajina | Accusa in relazione ai fatti occorsi presso l'ospedale di Vukovar | Condannato a 20 anni                                                 |                                   |
| Zdravko Mucić           | Bosgnacco, comandante del campo di Celibici                                                                         | Accusato di azioni inumane contro i prigionieri (privazione del cibo, dell'acqua, del sonno, dell'assistenza medica) | Condannato a 9 anni                                                  |                                   |
| Agim Murtezi            | Kosovaro albanese, comandante dell'UCK                                                                              | Accusato di crimini contro l'umanità e crimini di guerra (detenzione, omicidio, tortura, trattamento crudele) | Accusa ritirata                                                      |                                   |
| Isak Musliu             | Kosovaro albanese, comandante dell'UCK nel settore di Lapusnik e responsabile del campo di prigionia della zona     | Incriminato per trattamenti brutali, intimidazioni, omicidio, aggressioni, percosse contro la popolazione serba | Assolto                                                              |                                   |
| Mladen "Tuta" Naletilić | Croato bosniaco, paramilitare                                                                                       | Accusato di crimini di guerra contro i civili bosgnacchi nell'area di Mostar | Condannato a 18 anni                                                 | Condannato a 20 anni              |
| Dragan Nikolić          | Serbo, comandante della prigione di Susica in Bosnia                                                                | Accusato dei fatti riguardanti la prigione di Susica | Condannato a 20 anni                                                 |                                   |
| Drago Nikolić           | Serbo bosniaco, ufficiale dell'esercito serbo bosniaco                                                              | Accusato dei fatti riguardanti il massacro di Srebrenica | Condannato a 35 anni                                                 | Pena confermata                   |
| Momir Nikolić           | Serbo bosniaco, vice comandante e capo dei servizi di sicurezza della Brigata Bratunac dell'esercito serbo bosniaco | Accusato dei fatti riguardanti il massacro di Srebrenica | Condannato a 27 anni                                                 |                                   |
| Mirko Norać             | Croato, generale dell'esercito croato                                                                               | Accusato di crimini di guerra e crimini contro l'umanità relativi all'Operazione Medak Pocket | Caso trasferito alla Croazia                                         |                                   |
| Dragan Obrenović        | Serbo bosniaco, tenente colonnello del VRS                                                                          | Accusato dei fatti riguardanti il massacro di Srebrenica | Condannato a 17 anni                                                 |                                   |
| Dragoljub Ojdanić       | Serbo, capo di Stato Maggiore dell'esercito jugoslavo e ministro federale della Difesa                              | Accusato di crimini di guerra, deportazione, trasferimento forzato, omicidio e persecuzione | Condannato a 15 anni                                                 |                                   |
| Naser Orić              | Bosgnacco, comandante dell'esercito di Bosnia-Erzegovina a Sarajevo                                                 | Accusato di omicidio e distruzione immotivata commessi sotto il suo comando | Assolto                                                              |                                   |
| Vinko Pandurević        | Serbo bosniaco, generale dell'esercito serbo-bosniaco                                                               | Coinvolto nel massacro di Srebrenica | Condannato a 19 anni                                                 | Condannato a 13 anni              |
| Dragan Papić            | Croato bosniaco, membro della HVO                                                                                   | Incriminato per i massacri contro i civili bosgnacchi nella valle di Lašva | Assolto                                                              |                                   |
| Nedeljko Paspalj        | Serbo bosniaco, guardia nel campo di Omarska                                                                        | Accusato di crimini nel campo di Omarska | Accusa ritirata                                                      |                                   |
| Nebojša Pavković        | Serbo, generale dell'esercito jugoslavo e Capo di Stato Maggiore della Serbia                                       | Imputato per crimini di guerra, deportazione, trasferimento forzato, omicidio e persecuzione durante la guerra del Kosovo | Condannato a 22 anni                                                 |                                   |
| Milan Pavlić            | Serbo bosniaco, guardia nel campo di Omarska                                                                        | Accusato di crimini nel campo di Omarska | Accusa ritirata                                                      |                                   |
| Momčilo Perišić         | Serbo, comandante nell'esercito jugoslavo                                                                           | Imputato per l'attacco su Zagabria e nel caso di Srebrenica | Assolto                                                              |                                   |
| Milivoj Petković        | Croato bosniaco, comandante della HVO                                                                               | Accusato di crimini di guerra e pulizia etnica contro i bosgnacchi | Condannato a 20 anni                                                 | Pena confermata                   |
| Biljana Plavšić         | Serbo bosniaca, ex Presidente della Repubblica di Srpska                                                            | Imputata per crimini di guerra, crimini contro l'umanità e omicidio | Condannato a 11 anni                                                 |                                   |
| Vujadin Popović         | Serbo bosniaco, tenente colonnello dell'esercito serbo bosniaco                                                     | Imputato per il suo coinvolgimento nel massacro di Srebrenica | Ergastolo                                                            |                                   |
| Slobodan Praljak        | Croato bosniaco, ministro della Difesa della Croazia                                                                | Accusato di incitamento all'odio etnico-religioso, pulizia etnica, saccheggio, furto, omicidio, violenza sessuale, detenzione e trattamento crudele contro i bosgnacchi | Condannato a 20 anni                                                 | Pena confermata                   |
| Draženko Predojević     | Serbo bosniaco, guardia al campo di Omarska                                                                         | Accusato di violenze al campo di Omarska | Accusa ritirata                                                      |                                   |
| Jadranko Prlić          | Croato bosniaco, Primo Ministro e ministro degli Esteri della Repubblica di Herceg-Bosna                            | Accusato di crimini di guerra, crimini contro l'umanità e pulizia etnica contro i bosgnacchi | Condannato a 25 anni                                                 | Pena confermata                   |
| Dragoljub Prcać         | Serbo bosniaco, comandante nel campo di Omarska                                                                     | Accusato di violenze nel campo di Omarska e di Keratam | Condannato a 5 anni                                                  |                                   |
| Berislav Pušić          | Croato bosniaco, ufficiale della HVO                                                                                | Accusato di pulizia etnica dei bosgnacchi in Erzegovina | Condannato a 10 anni                                                 | Pena confermata                   |
| Miroslav Radić          | Serbo, capitano della JNA                                                                                           | Accusato per il massacro di Ovčara dopo la battaglia di Vukovar | Assolto                                                              |                                   |
| Mlađo Radić             | Serbo bosniaco, poliziotto a Omarska                                                                                | Accusato per le violenze nei campi di Omarska e Keratam | Condannato a 20 anni                                                 |                                   |
| Ivica Rajić             | Croato bosniaco, comandante del HVO                                                                                 | Imputato per il massacro di Stupni Do | Condannato a 12 anni                                                 |                                   |
| Željko Ražnatović       | Serbo, leader paramilitare delle "Tigri di Arkan"                                                                   | Imputato per crimini di guerra e pulizia etnica | Morto prima del deferimento al tribunale                             |                                   |
| Nikola Šainović         | Serbo, Primo ministro della Serbia                                                                                  | Imputato per crimini di guerra, deportazione, trasferimento forzato, omicidio durante la guerra del Kosovo | Condannato a 22 anni                                                 | Condannato a 18 anni              |
| Vladimir Šantić         | Croato bosniaco, membro del HVO                                                                                     | Imputato per i massacri contro i civili bosgnacchi nella valle di Lašva | Condannato a 25 anni                                                 | Condannato a 18 anni              |
| Dragomir Šaponja        | Serbo bosniaco | Accusato di omicidio ed azioni inumane nel campo di Keraterm | Accusa ritirata                                                      |                                   |
| Vojislav Šešelj         | Serbo bosniaco, Presidente del Partito radicale serbo                                                               | Accusato di persecuzioni, tortura, deportazione, omicidio, distruzione immotivata | Assolto                                                              | Condannato a 10 anni già scontati |
| Duško Sikirica          | Serbo bosniaco, comandante del campo di Keratam                                                                     | Accusato di trattamento inumano dei prigionieri, violenze fisiche e psicologiche su di essi | Condannato a 15 anni                                                 |                                   |
| Franko Simatović        | Serbo, alto ufficiale dei servizi segreti serbi                                                                     | Accusato di aver supportato le operazioni di pulizia etnica contro i bosgnacchi | Condannato a 12 anni                                                 | Pena ricalcolata a 15 anni        |
| Blagoje Simić           | Serbo bosniaco, politico di Bosanski Šamac                                                                          | Incriminato per le operazioni di persecuzione a Bosanski Šamac contro la popolazione non-serba | Condannato a 17 anni                                                 |                                   |
| Milan Simić             | Serbo bosniaco | Accusato di essere coinvolto in campagne di persecuzione, violazioni delle leggi umanitarie, tortura | Condannato a 5 anni                                                  |                                   |
| Pero Skopljak           | Croato, capo della polizia a Vitez                                                                                  | Accusato dell'uccisione di bosgnacchi nella valle di Lašva | Accusa ritirata                                                      |                                   |
| Veselin Šljivančanin    | Montenegrino, comandante di battaglione dell'esercito jugoslavo (JNA)                                               | Imputato per il massacro di Ovcara dopo la battaglia di Vukovar | Condannato a 5 anni                                                  | Condannato a 17 anni              |
| Milomir Stakić          | Serbo bosniaco, ex sindaco di Prijedor nel nord della Bosnia                                                        | Imputato per crimini di guerra e crimini contro l'umanità | Ergastolo                                                            | Condannato a 40 anni              |
| Jovica Stanišić         | Serbo, ex capo dei servizi segreti serbi                                                                            | Accusato di aver supportato azioni di persecuzione contro i non serbi | Condannato a 12 anni                                                 | Pena ricalcolata a 15 anni        |
| Mićo Stanišić           | Serbo bosniaco, ex ministro degli Interni della Repubblica di Srpska                                                | Imputato per crimini contro l'umanità, violazioni delle leggi e dei costumi di guerra | Condannato a 22 anni                                                 | Pena confermata                   |
| Radovan Stanković       | Serbo bosniaco, membro di una unità paramilitare d'élite                                                            | Accusato di abusi sessuali ripetuti nei confronti delle detenute a Foča | Caso trasferito alla Bosnia-Erzegovina e catturato di nuovo nel 2012 |                                   |
| Vlajko Stojiljković     | Serbo, ex ministro dell'Interno della Serbia                                                                        | Accusato insieme a Slobodan Milošević | Morto prima del deferimento al tribunale                             |                                   |
| Bruno Stojić            | Croato bosniaco, ministro della Difesa del HVO                                                                      | Accusato di pulizia etnica, omicidio, deportazione forzata, trattamento brutale dei bosgnacchi in Erzegovina | Condannato a 20 anni                                                 | Pena confermata                   |
| Pavle Strugar           | Montenegrino, generale della JNA a Ragusa di Dalmazia                                                               | Imputato per il bombardamento della città di Ragusa di Dalmazia | Condannato a 8 anni                                                  | Condannato a 7 anni e 6 mesi      |
| Duško Tadić             | Serbo bosniaco, leader del Partito democratico serbo a Kozarac e membro di forze paramilitari                       | Accusato di persecuzione, omicidio, stupro, tortura nel campo di Omarska e altrove | Condannato a 25 anni                                                 |                                   |
| Miroslav Tadić          | Serbo bosniaco, presidente della "Commissione per lo scambio di popolazioni" di Bosanski Samac                      | Accusato di violazioni delle leggi umanitarie internazionali, tortura | Condannato a 8 anni                                                  |                                   |
| Momir Talić             | Serbo bosniaco, generale del 1° dei Corpi della Krajina                                                             | Imputato per genocidio, violazioni delle leggi e dei costumi di guerra, crimini contro l'umanità, gravi violazioni della Convenzione di Ginevra | Morto dopo il deferimento al tribunale                               |                                   |
| Johan Tarčulovski       | Macedone, ispettore del servizio di scorta presidenziale                                                            | Imputato nell'attacco di Ljuboten | Condannato a 12 anni                                                 |                                   |
| Nedjeljko Timarac       | Serbo bosniaco | Omicidio, atti inumani nel campo di Keraterm | Accusa ritirata                                                      |                                   |
| Stevan Todorović        | Serbo bosniaco, capo della polizia serbo bosniaca nella municipalità di Bosanski Šamac                              | Accusato di persecuzione, deportazione, omicidio e atti inumani | Condannato a 10 anni                                                 |                                   |
| Savo Todović            | Serbo bosniaco, comandante carcerario                                                                               | Accusato di persecuzioni, tortura, riduzione a schiavitù, omicidio prigione di Foča | Caso trasferito alla Bosnia ed Erzegovina                            |                                   |
| Zdravko Tolimir         | Serbo bosniaco, assistente comandante dell'esercito serbo bosniaco                                                  | Imputato per genocidio, sterminio, omicidio, persecuzioni, trasferimento forzato, deportazione | Ergastolo                                                            |                                   |
| Milorad Trbić           | Serbo bosniaco, capitano della polizia militare                                                                     | Accusato di genocidio, violazioni delle leggi e dei costumi di guerra ed atti inumani a Srebrenica | Condannato a 30 anni                                                 |                                   |
| Mitar Vasiljević        | Serbo bosniaco, paramilitare                                                                                        | Accusato di omicidio e crimini contro l'umanità nell'incidente del fiume Drina a Višegrad | Condannato a 20 anni                                                 | Condannato a 15 anni              |
| Zoran Vuković           | Serbo bosniaco, soldato dell'esercito serbo bosniaco                                                                | Accusato di stupro e tortura a Foča | Condannato a 12 anni                                                 |                                   |
| Simo Zarić              | Serbo bosniaco, ex sindaco di Šamac                                                                                 | Imputato per crimini contro l'umanità, gravi violazioni della Convenzione di Ginevra | Condannato a 6 anni                                                  | Pena confermata                   |
| Milan Zeć               | Montenegrino, comandante della marina jugoslava                                                                     | Accusato di omicidio, attacco illegittimo e danno doloso durante il bombardamento di Ragusa di Dalmazia | Accusa ritirata                                                      |                                   |
| Dragan Zelenović        | Serbo bosniaco, membro della polizia militare serbo bosniaca                                                        | Imputato per crimini contro l'umanità e violazioni delle leggi e dei costumi di guerra | Condannato a 15 anni                                                 | Pena confermata                   |
| Zoran Žigić             | Serbo bosniaco, guardia carceraria e poliziotto di riserva                                                          | Imputato per crimini contro l'umanità, gravi violazioni delle leggi e dei costumi di guerra a Prijedor | Condannato a 25 anni                                                 | Pena confermata                   |
| Stojan Župljanin        | Serbo bosniaco, capo dei servizi di sicurezza della Repubblica di Srpska                                            | Imputato per genocidio, crimini contro l'umanità, violazioni delle leggi e dei costumi di guerra e gravi violazioni della Convenzione di Ginevra | Condannato a 22 anni                                                 | Pena confermata                   |

### Eserciti e milizie
- Armata Popolare di Jugoslavia - JNA
- Consiglio di difesa croato - HVO
- Esercito serbo - bosniaco
- Armata della Repubblica di Bosnia ed Erzegovina - ARBiH
- Guardia Volontaria Serba - Tigri di Arkan
- UCK - Esercito di Liberazione del Kosovo
- UCK di Macedonia

### Guerre
- Guerre jugoslave
- Guerra del Kosovo
- Conflitto nella Repubblica di Macedonia del 2001